# Тульпа
Тульпа — термин в мистицизме, происходящий из тибетского буддизма, обозначающий паранормальное существо или объект, созданное (материализованное) с помощью силы мысли (мыслеформой). В оккультизме тульпа появляется как сознательная самовнушенная визуализация с помощью духовных практик и концентрации, способная при этом к самостоятельным мыслям, поступкам и сознанию; обычно тульпа имеет вид человеческого обличья.
Тульпа может казаться самостоятельным существом и являться собеседником — например, воображаемым другом. В современном мире также существует практика тульповодства, этот феномен изучается учёными.

## История
Основан на понятии тиб. སྤྲུལ་པ་ sprul pa, санскр. निर्मित IAST: nirmita из тибетского и индийского буддизма. Был адаптирован теософами на границе XIX и XX веков. В магической тибетской традиции существовала практика создания собственных двойников и создания неких сущностей - тульп, неотличимых от двойника.
В 1899 году Чарлз Ледбитер рассказывает гипотетическую технику вызова видений в книге «Clairvoyance». В 1901 году Анни Безант и Чарлз Ледбитер пишут о визуализации мыслей, переживаний, эмоций и музыки в книге «Мыслеформы: данные ясновидческого исследования».
В 1920-х годах франко-бельгийская писательница Александра Давид-Неель пишет о тульпах в книге «Magic and Mystery in Tibet» (1929).

## В культуре
- «Сверхъестественное», 1-й сезон, эпизод № 17 «Hell House» (рус. «Адский дом»), 2006 год — существо, противостоящее главным героям;
- «Тульпа[англ.]» — итальянский фильм о клубе Тульпа тибетского гуру, где самые страшные фантазии клиентов становятся реальностью, коллективным бессознательным, становится главным антагонистом сериала.
- «Секретные материалы» (телесериал) 6 сезон, 15 серия. Существо, созданное жителями и убивающее их же за несоблюдение строгого порядка во дворах домов.
- «Пустой человек» — фильм, в котором ключевое внимание уделяется тульпе, пустому человеку, сотканному из мыслей.
- «Твин Пикс» американский телесериал, в 3-м сезоне которого потусторонние силы имеют возможность создавать двойников реальных людей, называемые тульпами.